# António Eleutério Dantas
António Eleutério Dantas foi um administrador colonial português que exerceu o cargo de Governador-Geral da Província de Angola entre 1880 e 1882, tendo sido antecedido por Vasco Guedes de Carvalho e Meneses e sucedido por Francisco Joaquim Ferreira do Amaral.